# Friedrich von Zeppelin-Aschhausen

Friedrich von Zeppelin-Aschhausen, 1901

Johann Friedrich Alexander Fürchtegott Graf von Zeppelin-Aschhausen (* 27. August 1861 in Baden-Baden; † 6. August 1915 in Würzburg) war deutscher Verwaltungsjurist und Bezirkspräsident im Reichsland Elsaß-Lothringen.

## Leben

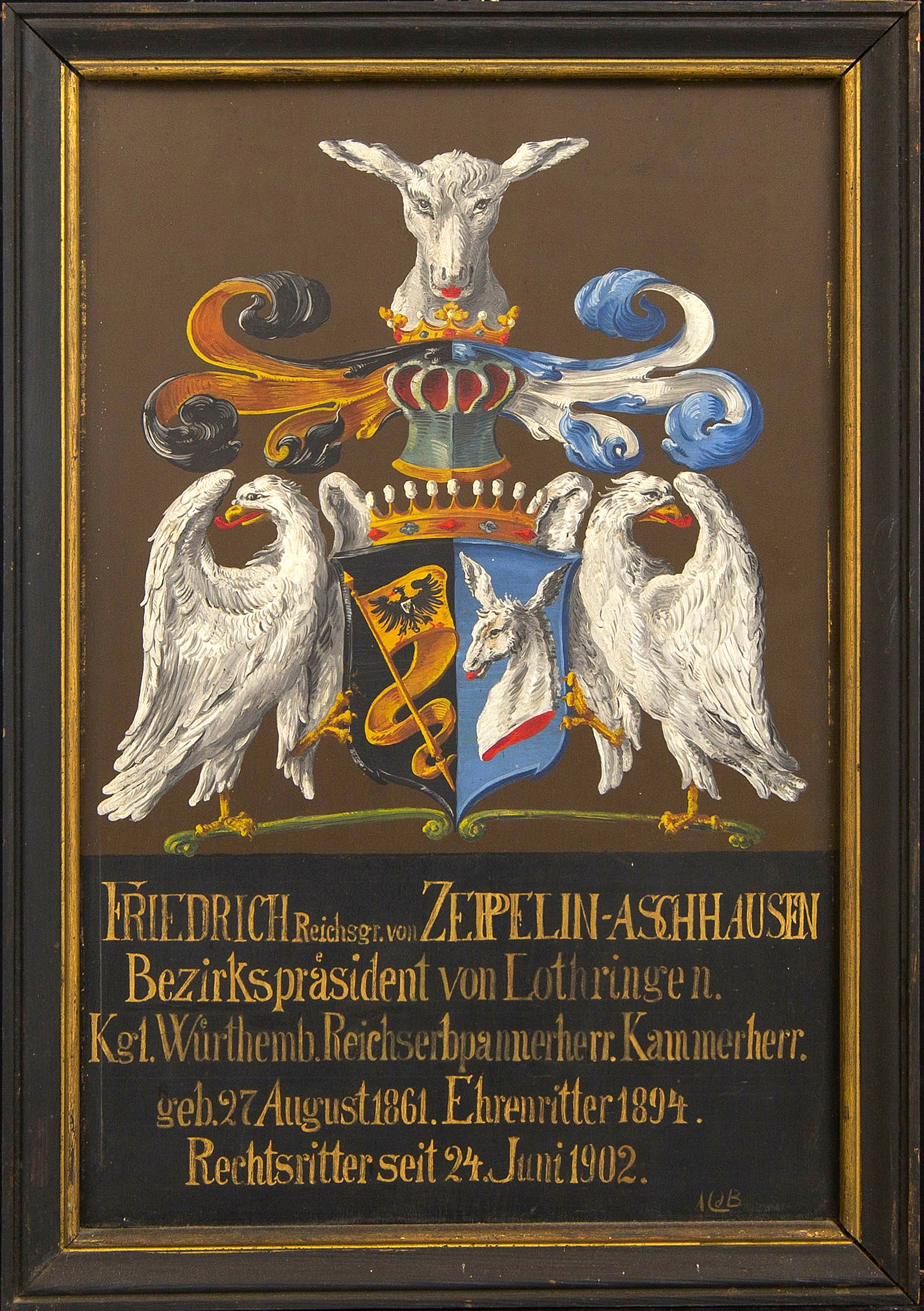
Wappentafel des Grafen Friedrich von Zeppelin–Aschhausen

### Familie
Friedrich von Zeppelin-Aschhausen war der Sohn von Johann Rudolf Fürchtegott Reichsgraf von Zeppelin-Aschhausen (1826–1893) und Mathilde Alice Blech (1840–1926). 1896 heiratete er Helene Freiin Boecklin von Boecklinsau (1865–1951). Sie hatten zwei Kinder (Johann Friedrich-Hermann Rudolf Ludwig Ferdinand Maximilian Vollrat Fürchtegott von Zeppelin-Aschhausen und Helene Alice Marie Hippolyte Erika Eda Charlotte Alexandra Victoria Charlotte von Zeppelin-Aschhausen).

### Werdegang

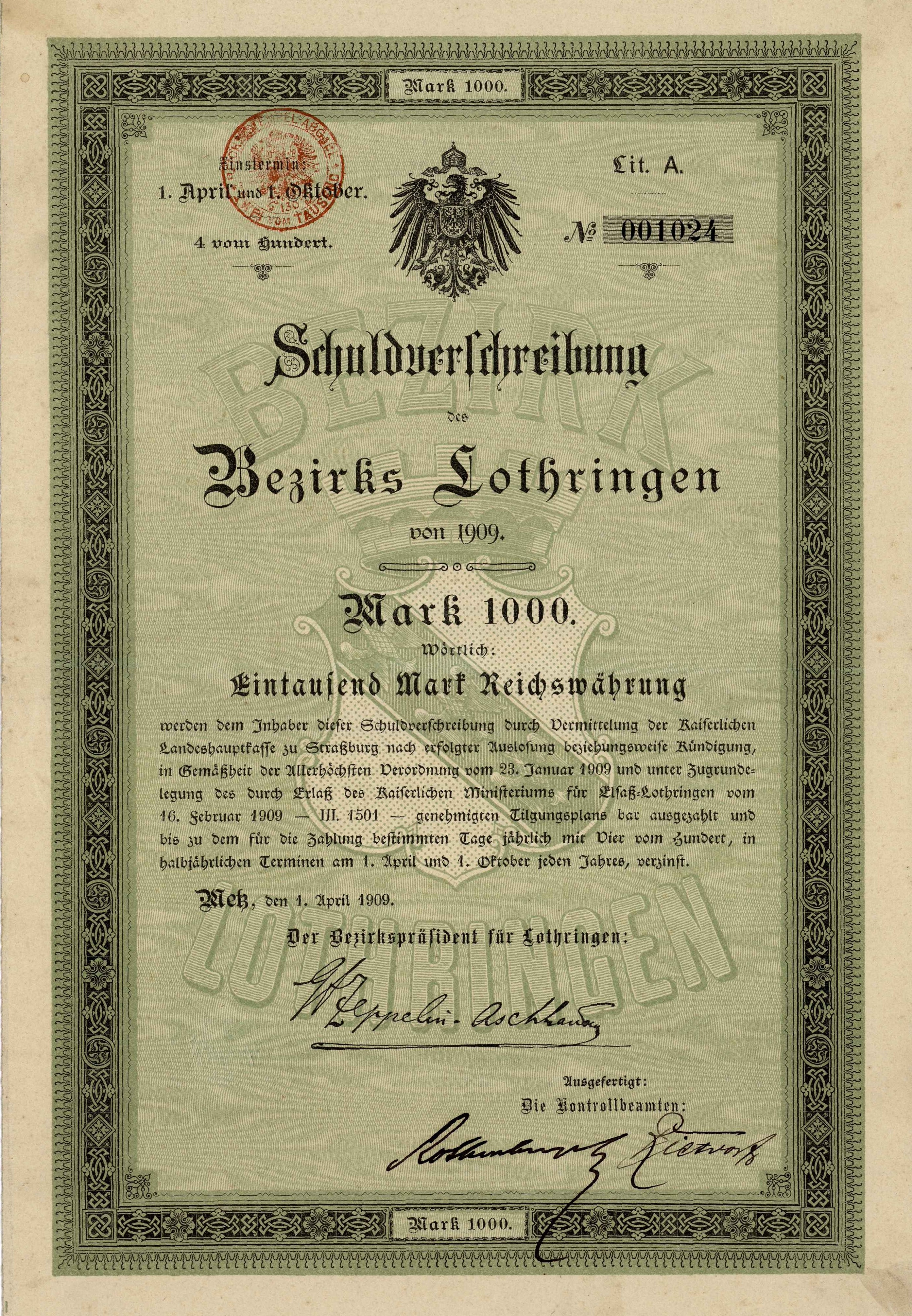
Schuldverschreibung des Bezirks Lothringen vom 1. April 1909 mit Unterschrift von Friedrich von Zeppelin-Aschhausen als Bezirkspräsident

Er erhielt Privatunterricht im elterlichen Haus und besuchte von 1875 bis 1879 das Gymnasium in Baden-Baden. Nach einem Studienaufenthalt in England leistete er einen einjährigen freiwilligen Militärdienst in Straßburg ab. Ab 1881 studierte er Rechtswissenschaften in Straßburg und Freiburg. Seit 1891 war Zeppelin Regierungsassessor bei verschiedenen Kreisdirektionen im Reichsland Elsaß-Lothringen. Für den Kreis Molsheim war er Vertreter im Landesausschuss des Reichslandes Elsaß-Lothringen (1894–1900). 1898 wurde er Kaiserlicher regierungsrat und 1899 Geheimer Regierungsrat im Büro des Kaiserlichen Statthalters für im Elsaß-Lothringen, Fürst Hermann zu Hohenlohe-Langenburg. Von 1901 bis 1912 war er Bezirkspräsident von Lothringen mit Sitz in Metz. Nach einem schweren Jagdunfall schied Friedrich von Zeppelin-Aschhausen 1912 aus dem Amt und war bis zu seinem Tod auf dem Stammsitz der Familie in Aschhausen wohnhaft. Er erkrankte 1915 an Diphtherie und starb im  Juliusspital in Würzburg. 
1897 wurde Friedrich von Zeppelin-Aschhausen württembergischer Kammerherr und war von 1913 bis zu seinem Tod auch Mitglied der Ersten Kammer der Württembergischen Landstände.
1902 wurde er Ritter und 1914 Kommendator für Württemberg und Baden des Johanniterordens.